# Leptorhynchos (dinosauriër)
Leptorhynchos is een geslacht van theropode dinosauriërs, behorend tot de Maniraptora, dat tijdens het late Krijt leefde in het gebied van het huidige Noord-Amerika.

## Vondst en naamgeving
In 2013 hernoemden Nicholas Longrich, Kenneth R. Barnes, Scott Clark en Larry Millar Chirostenotes elegans in een apart geslacht Leptorhynchos. De combinatio nova is aldus Leptorhynchos elegans. De geslachtsnaam is afgeleid van het Oudgriekse λεπτός, leptos, "slank", en ῥύγχος, rhynchos, "snuit", een verwijzing naar de nauwe schedelpunt. De naam werd niet gelatiniseerd omdat Leptorhynchus een jonger synoniem is van een andere dinosauriër, de huidige bandsteltkluut. Overigens was ook Leptorhynchos al een bestaande naam, maar van een composiet, en dierennamen mogen synoniemen zijn van plantennamen.
De reden van de hernoeming van de in Canada gevonden soort lag in een vondst in Texas. Daar waren in de Agujaformatie resten gevonden die nu benoemd werden als een tweede soort van Leptorhynchos: Leptorhynchos gaddisi. De soortaanduiding eert het gezin Gaddis, de landeigenaren van het gebied waar amateurpaleontoloog Barnes de vondsten deed.
Een probleem bij de oorspronkelijke publicatie was dat niet expliciet een typesoort was vastgesteld, zoals tegenwoordig verplicht is om tot een geldige geslachtsnaam te komen. Nadat hier door paleoillustrator Jaime Hadden in een blog op gewezen was, werd in een latere publicatie uit 2013 de keuze gemaakt tussen Ornithomimus elegans, de oorspronkelijke naam van C. elegans, en Leptorhynchos gaddisi. Het werd Leptorhynchos gaddisi.

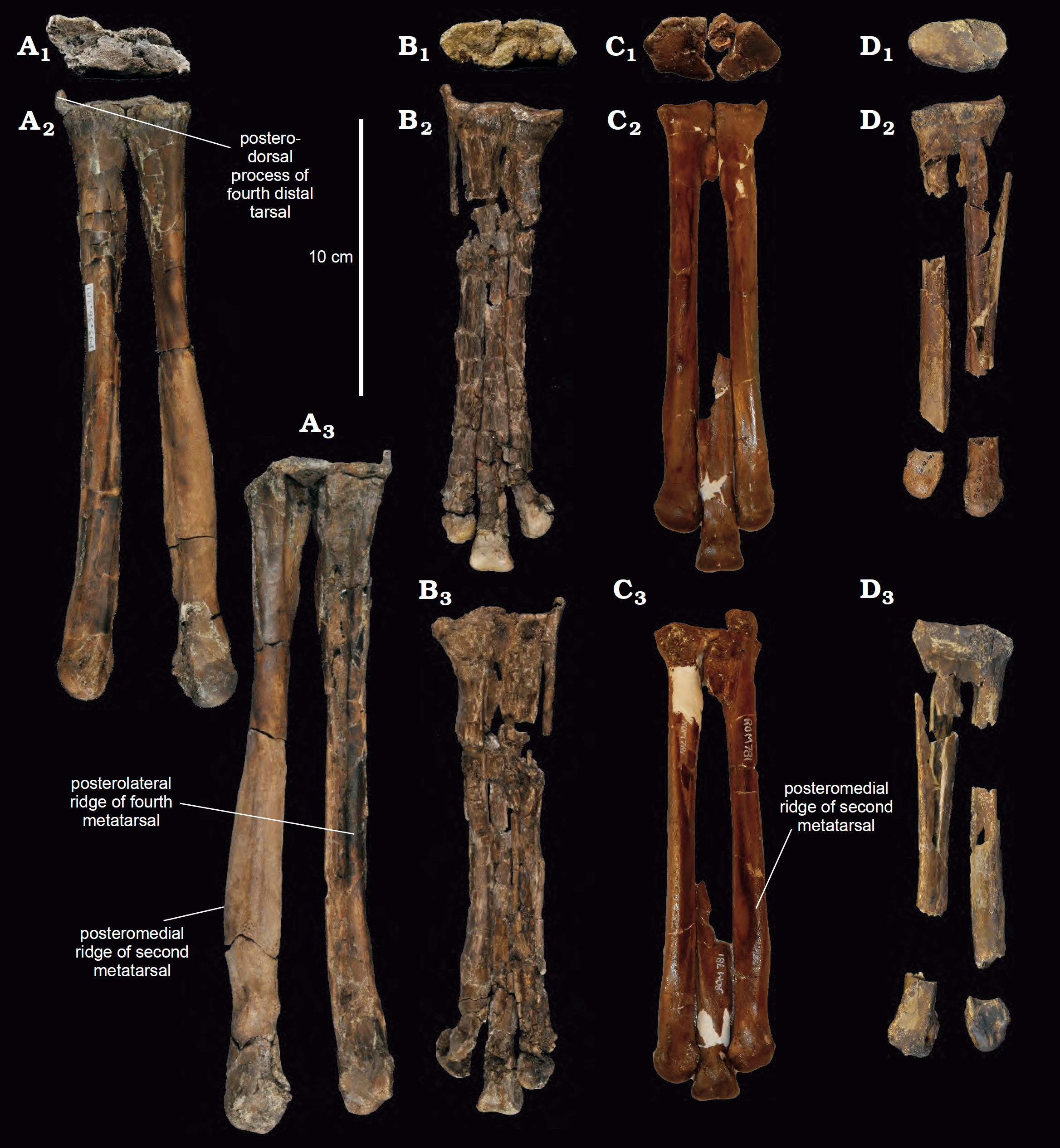
Tarsometatarsi van Leptorhynchus elegans

Het holotype van Leptorhynchos elegans is ROM 781, een linkermiddenvoet gevonden bij Little Sandhill Creek in een laag van de Dinosaur Park Formation die dateert uit het late Campanien, waaraan de schacht van het derde middenvoetsbeen ontbreekt. Het geheel moet een kleine twintig centimeter lang geweest zijn.
Het holotype van Leptorhynchos gaddisi is TMM 45920-1, eveneens daterend uit het late Campanien. Het betreft een tot een mandibula samengegroeid stel dentaria, voorste onderkaken, gevonden bij Terlingua in Brewster County, Texas. Het fossiel heeft een lengte van ongeveer vijf centimeter wat wijst op een lichaamslengte van ongeveer één meter. Verder zijn aan de soort toegewezen: TMM 42335-40: een staartwervel; TMM 43057-354: de onderkant van een derde middenvoetsbeen; TMM 43057-36: de bovenkant van een vierde middenvoetsbeen; en TMM 43057-357: een voetklauw. De fossielen maken deel uit van de Texas Memorial Museum Collection in Austin.
In het verleden hebben onderzoekers Chirostenotes elegans als identiek gezien aan Chirostenotes pergracilis. Longrich meende echter dat er duidelijke verschillen waren: een kleinere omvang, een kortere en hogere onderkaak, en een omhoog gedraaide snuitpunt. Leptorhynchos gaddisi zou weer van Leptorhynchos elegans verschillen in een smallere snuit die juist niet omhoog gedraaid is.
Longrich wees verder een surangulare van de onderkaak, specimen MOR 1107, voorlopig toe aan een ?Leptorhynchos.
In 2015 stelde Philip John Currie dat Leptorhynchos elegans eigenlijk een nomen dubium was daar de middenvoet die het holotype vertegenwoordigt onvoldoende onderscheidend was en geen van de eigenschappen van de diagnose toonde. Gezien de al zeer complexe naamgevingssituatie onthield hij zich echter van het benoemen van nog eens een nieuw geslacht. Hij wees al het materiaal van Ornithomimus elegans Parks 1933, Elmisaurus elegans Currie 1989 en Chirostenotes elegans Sues 1997 aan Leptorhynchos elegans toe. In 2020 werd toch een aparte geslachtsnaam benoemd: Citipes.

## Beschrijving
Bij beide soorten van Leptorhynchos gaat het om kleine, lichtgebouwde, Oviraptorosauria.

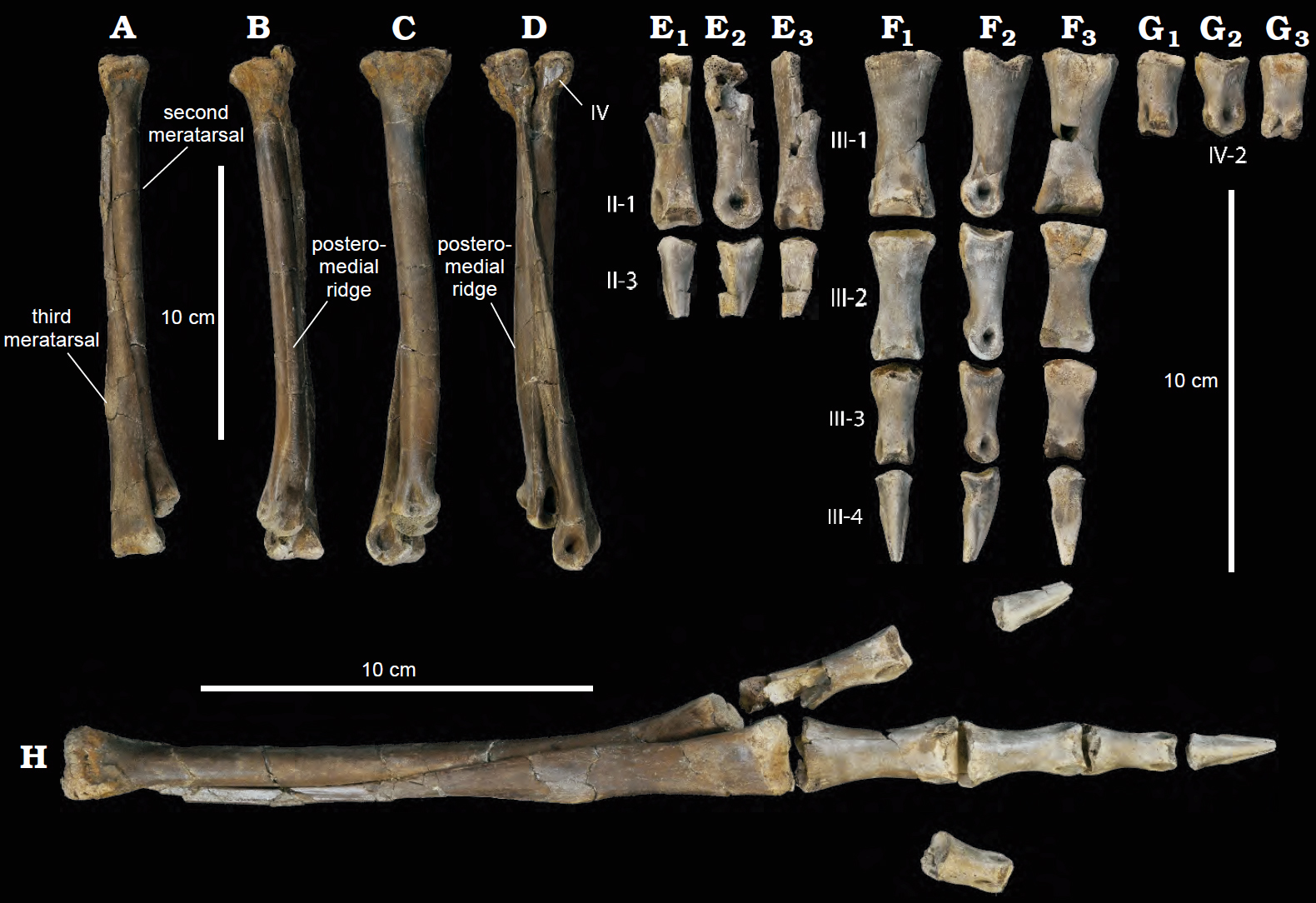
Voetelementen van Leptorhynchus elegans

Volgens de studie van Currie uit 2015 onderscheidt Leptorhynchos elegans zich in verschillende kenmerken van zijn nauwe verwant Elmisaurus rarus. De tarsometarsus, de met de onderste enkelbeenderen vergroeide middenvoet, is langer maar lichter gebouwd. De vastgegroeide enkelelementen zijn wat zwaarder verbeend en steken daardoor meer naar achteren uit. De gewrichtsknobbels aan de onderkant van het derde middenvoetsbeen zijn hoger dan overdwars breed; bij Elmisaurus is het omgekeerde het geval. Het derde middenvoetsbeen heeft aan de buitenzijde een kruisvormig patroon van richels; bij Leptorhynchos elegans ontbreekt de verruwing aan de onderste basis daarvan en ook de kleine lengtegroeve door de trog tussen de bovenste takken van deze richels. Het derde middenvoetsbeen is onderaan breder, de befaamde "arctometatarsale" toestand van de Tyrannoraptora; het tweede middenvoetsbeen buigt om hiervoor ruimte te maken onderaan naar binnen maar het vierde middenvoetsbeen loopt recht; bij Elmisaurus is het juist omgekeerd.

## Fylogenie
Leptorhynchos werd in 2013 binnen de Caenagnathidae in een als zuiver Noord-Amerikaans beschouwde Caenagnathinae geplaatst. Het zou daarin een aparte tak vormen tegenover een klade gevormd door Chirostenotes en een daarvan te onderscheiden Caenagnathus collinsi. Deze variabiliteit, hoger dan eerdere onderzoekers aannamen, zou een gevolg zijn van nicheverdeling en endemie, veelvuldige soortvorming door een relatieve geografische isolatie die ertoe leidt dat gebieden hun eigen fauna ontwikkelen. Bij een cladistische analyse die aan het beschrijvende artikel toegevoegd werd, vielen L. elegans en L. gaddisi in de resulterende stamboom niet uit als zustersoorten, maar in een polytomie of "kam" met andere soorten.
In 2015 plaatste Currie Leptorhynchos elegans in de Elmisaurinae. Een duidelijke overeenkomst met Elmisaurus zou liggen in het haakvormige schuin naar boven gericht uitsteeksel aan de achterkant van het onderste vierde middenvoetsbeen; dit uitsteeksel is daarbij vastgegroeid aan het vijfde middenvoetsbeen. Elmisaurinen zouden alleseters zijn geweest en gezien hun hogere snelheid, krommeren kaakpunten en grijpende handen vaker vlees gegeten hebben dan Caenagnathinae.